# Amtsgericht Donauwörth
Das Amtsgericht Donauwörth war ein von 1879 bis 2005 existierendes bayerisches Gericht der ordentlichen Gerichtsbarkeit mit Sitz in der schwäbischen Stadt Donauwörth, ab 1972 Außenstelle des Amtsgerichts Nördlingen.

## Geschichte
Anlässlich der Einführung des Gerichtsverfassungsgesetzes am 1. Oktober 1879 kam es zur Errichtung eines Amtsgerichts in Donauwörth. Der Sprengel bestand aus dem Gebiet des bisherigen Stadt- und Landgerichts Donauwörth sowie den Gemeinden Oppertshofen, Brachstadt (beide aus dem bisherigen Landgericht Höchstädt an der Donau) und Nordendorf (aus dem bisherigen Landgericht Wertingen).
Nächsthöhere Instanz war bis zum 1. April 1932 das Landgericht Neuburg an der Donau im Oberlandesgerichtsbezirk Augsburg, danach das Landgericht Augsburg im Oberlandesgerichtsbezirk München.
Im Jahre 1972 wurde das Amtsgericht Donauwörth in das Amtsgericht Nördlingen eingegliedert. Im Zuge der Verwaltungsreform wurde die Zweigstelle Donauwörth zum 1. November 2005 aufgelöst und in die Hauptstelle nach Nördlingen integriert. In das Gebäude zog das Vermessungsamt Donauwörth (jetzt Amt für Digitalisierung, Breitband und Vermessung).

## Gebäude
Untergebracht war das Gericht in der Berger Vorstadt 16. Es ist ein denkmalgeschützter (Az. D-7-79-131-129), winkelförmiger zwei- bzw. dreigeschossiger Bau mit geknicktem Walm- und Satteldach, 1927 errichtet. Er wurde später verändert.